# Dunbar & Company
Dunbar & Company war ein US-amerikanischer Hersteller von Automobilen.

## Unternehmensgeschichte
Das Unternehmen wurde 1900 in Chicago in Illinois gegründet. Hauptsächlich stellte es Maschinen zur Herstellung von Popcorn und zur Bearbeitung von Erdnüssen her. 1904 war der Einstieg in die Automobilwelt als Reparaturwerkstatt. Im gleichen Jahr entstanden einige Automobile. Der Markenname lautete Dunbar. In den 1920er und 1930er Jahren wurden Aufbauten für Nutzfahrzeuge gefertigt, die dann als Verkaufswagen dienten.
Nach 1950 verliert sich die Spur des Unternehmens.

## Fahrzeuge
Die frühen Maschinen konnten von Menschen oder Pferden gezogen werden. Dies gilt auch für ein Fahrzeug von 1912, dass 2014 versteigert wurde.
Ein erhalten gebliebenes Kraftfahrzeug von 1930 basiert auf einem Fahrgestell von Chevrolet.